# 张仁宪神道碑
张仁宪神道碑，位于中国河北省廊坊市城关镇相公庄，为廊坊市文安县的一个省级文物保护单位，类型为石刻，公布时间为1993年7月15日。
张仁宪神道碑的历史年代为唐代。